# Николаевский (Астраханская область)
Николаевский — посёлок в Камызякском районе Астраханской области России. Входит в состав Караулинского сельсовета. Население 108 человек (2013), 98 % из них — казахи (2002).

## География
Николаевский расположен в пределах Прикаспийской низменности в южной части Астраханской области, в дельте реки Волги и находится на острове, образованном реками Бакланья, Затон и Николаевская, по правому берегу Затона и Николаевской. Южная часть Николаевского сливается с северной окраиной с. Затон. Уличная сеть состоит из одного географического объекта: ул. Нариманова
Абсолютная высота 25 метров ниже уровня моря (по селу Затон, к которому примыкает Николаевский).
Климат
умеренный, резко континентальный, характеризуется высокими температурами летом и низкими — зимой, малым количеством осадков, а также большими годовыми и летними суточными амплитудами температуры воздуха.

## Население
| 2002 | 2006 | 2010 | 2012 | 2013 |
| ---- | ---- | ---- | ---- | ---- |
| 153  | ↘95  | ↗107 | ↘101 | ↗108 |

Национальный и гендерный состав
По данным Всероссийской переписи в 2010 году, численность населения составляла 107 человек (53 мужчины и 54 женщины, 49,5 и 50,5 %% соответственно).
Согласно результатам переписи 2002 года, в национальной структуре населения казахи составляли 98 % от общей численности населения в 153 жителей.
| Национальность | Численность (2010) | Процент |
| -------------- | ------------------ | ------- |
| Казахи         | 109                | 100%    |
| Всего          | 109                | 100%    |

## Инфраструктура
Основные социальные объекты в с. Затон: Затонская средняя школа на 125 мест, детсад, фельдшерско-акушерский пункт.
Развито рыболовство, приусадебное растениеводство.

## Транспорт
Стоит у региональной автодороги «Камызяк — Кировский» (идентификационный номер 12 ОП РЗ 12Н 084). Остановка общественного транспорта «Николаевский».
Водный транспорт.